# Sunset Bain
Sunset Bain es una supervillana que aparece en los cómics estadounidenses publicados por Marvel Comics. Es una empresaria turbia que ocasionalmente se hace pasar por Madame Amenaza. Aunque es muy experta en tecnología, ella personalmente no tiene superpoderes. Públicamente ella es la directora ejecutiva de Baintronics. En privado, mantiene su riqueza a través de acuerdos de armamento en el mercado negro y otras prácticas turbias. Ella es principalmente una adversaria de Machine Man y Iron Man.
Sunset Bain es una armera del inframundo que suministra armamento sofisticado a una clientela de élite de maestros criminales, terroristas y revolucionarios.

## Historial de publicaciones
Sunset Bain apareció por primera vez en Machine Man #17-18 (octubre-diciembre de 1980) y fue creada por Tom DeFalco (escritor) y Steve Ditko (artista).
El personaje aparece posteriormente en Ghost Rider #63 (diciembre de 1981); Solo Avengers # 17 (abril de 1989); Iron Man Annual # 11 (1990); Spider-Man # 26 (septiembre de 1992); Web of Spider-Man # 99-100 (abril-mayo de 1993); Iron Man vol. 3 #1 (febrero de 1998), #4 (mayo de 1998), #11-12 (noviembre-diciembre de 1998) y #18-20 (julio-septiembre de 1999); Taskmaster #1-4 (abril-julio de 2002); Punisher War Journal vol. 2 #17 (mayo de 2008); y Marvel Comics Presents #10-12 (agosto-octubre de 2008).

## Biografía ficticia
Sunset Bain comenzó seduciendo a su compañero universitario del MIT Tony Stark para que revelara los códigos de seguridad de Industrias Stark. Poco después, una fuerza de hombres enmascarados invadió y robó varios prototipos. Al cabo de un año, se fundó Baintronics y Sunset rompió con Stark. Mientras Baintronic mantenía una reputación impecable, Sunset asumió el personaje de Madame Amenaza y vendió armamento de alta tecnología a criminales a través de "un catálogo clandestino de armamento estacional tremendamente rentable "Sharper Villain"".
Cuando Machine Man perdió un brazo mientras luchaba contra el Barón Brimstone y el Escuadrón Satán, Madame Amenaza lo compró, obteniendo un precio bajo amenazando al vendedor "con una de sus cucarachas carnívoras".Sus planes para realizar ingeniería inversa en la extremidad fueron interrumpidos cuando Machine Man vino a reclamarla. A pesar de sus electroimanes y su cañón disruptor sónico, Machine Man prevaleció y Sunset tuvo que volar su yate para escapar.Un encuentro accidental con los miembros de Alpha Flight Aurora, Northstar y Sasquatch finalmente la convenció de dejar de lado sus maquinaciones de Machine Man por un tiempo. Madame Amenaza luego hizo algunas apariciones menores suministrando armas al villano de Ghost Rider Orbe,y luego al Doctor Octopus.
Sunset luego apareció en una reunión con Tony Stark que fue interrumpida cuando un Machine Man dañado apareció con la cabeza de Yocasta, después de haber perdido una batalla contra Terminus. Stark se transformó en Iron Man y llevó los androides dañados a Baintronics, donde, con el pretexto de ayudar, Sunset creó duplicados de imitación de los robots.Cuando el Machine Man reparado se fue, Sunset logró darle la Yocasta falsa. La Yocasta real y el falso Machine Man que se fueron con Baintronics sentaron las bases de la incontinuidad para la miniserie Machine Man 2020.
Después de esto, Sunset como Madame Amenaza se asoció con los New Enforcers en su plan para hacerse cargo del cártel criminal caído de Kingpin. Aparentemente, Bain hizo esto para estudiar la tecnología de los New Enforcers, incluidos Hombre Dragón, Dreadnought y el Super-Adaptoide.
Al no poder decodificar las complejidades de la I.A. de Jocasta, Sunset decidió contratar a Tony Stark para investigar. Como Stark ya tenía otro empleo, Sunset contrató la nueva Máquina de Guerra para destruir a sus empleadores actuales. Después de que Iron Man derrotara a Fin Fang Foom, Baintronics aceptó el contrato para transportar la enorme masa de la bestia. Usando esto como entrada, Sunset le pidió a Tony que volviera a trabajar para ella. Stark empezó a sospechar y aceptó para saber más. Stark luego liberó a Yocasta y convenció a la nueva Máquina de Guerra de que dejara de trabajar para Sunset Bain.
Más tarde, Sunset contrató a Taskmaster para sabotear una operación de Stark Enterprises. En lugar de pagarle, ella lo delató ante la policía. En represalia, Taskmaster instigó una guerra entre las Tríadas y los Baintronics. Incluso logró dispararle a Sunset en el hombro. Al final de la miniserie, las hostilidades entre los dos no estaban resueltas, pero aparte de su enemistad, el statu quo se restableció en gran medida.
Ella fue disparada varias veces por Punisher,pero desde entonces ha resurgido como oponente de Machine Man nuevamente.
Durante la parte "Opening Salvo" de la historia de "Secret Empire", Sunset Bain con su atuendo de Madame Menace fue reclutada por el Barón Helmut Zemo para unirse al Ejército del Mal.
Mientras realizaba un viaje por el mundo, Arno Stark conoció a Sunset Bain.El se unió a la compañía Baintronics de Sunset Bain en un complot para robar datos de Stark Unlimited.
Durante el arco de "Iron Man 2020", Sunset Bain llama a Arno Stark sobre el comportamiento de los robots. En Bain Tower, el Dr. Bhang y su gato, el Dr. Shapiro, se acercan a Sunset para querer ver a Yocasta, donde se les niega. Ella toma el collar de traducción que es el verdadero Dr. Shapiro afirmando que el Ejército de la I.A. tomaría el control de él. Machinesmith les muestra a Machine Man y Quasimodo la noticia de que Arno Stark y Sunset Bain están usando Baintronics para adquirir una fábrica de robótica y destruirla para evitar que el Ejército de I.A. adquiera nuevos miembros, para consternación de Machine Man.En el helicóptero de Sunset Bain, el Dr. Andrew Bhang le informa a Sunset Bain que los robots, como mascotas animatrónicas y robots de habitación, están protestando en las calles. Mientras afirma que se dirigen a Baintronics para derribarlo, Sunset Bain descubre que el Dr. Bhang es el Topo I.A. del ejército donde ha estado proporcionando información a Bethany Cabe, quien se la ha estado proporcionando al Mark Uno. El Dr. Bhang le admite a Sunset Bain que solo está ayudando al Ejército de la I.A. por la esclavitud de los robots. Ella hace que depositen al Dr. Bhang en el techo donde están sus cosas mientras lo despide porque promete que no volverá a trabajar en este sector.Durante el enfrentamiento de Machine Man con X-52 y Yocasta, X-52 mencionó que Sunset Bain ya no opera como Madame Amenaza.En Bain Tower, Sunset Bain se reúne con líderes de defensa de diferentes países y les afirma que la I.A. del ejército se ha dispersado al igual que el desarrollo de la Legión de Hierro. Más tarde, Sunset Bain va a la estación de trabajo de Arno Stark, donde está trabajando para revivir a sus padres recreando los cuerpos del Arsenal y de la placa base del escape, así como una nueva forma de recuperar el control de los robots rebeldes, ya que el código de obediencia puede bloquearse o corromperse. Arno le revela a Sunset que ella es una I.A. cuando tuvo que arreglar la pequeña cicatriz en su cara, ya que la muestra a ella y a otras personas en cápsulas de estasis.Su cuerpo es desintegrado por su contraparte I.A. a la que no le gusta la competencia.

## Poderes y habilidades
Sunset es una inventora de nivel genio; ella controla los recursos de Baintronics y otras empresas más pequeñas, así como un pequeño ejército de criminales a sueldo uniformados. Ella misma rara vez utiliza sus inventos y prefiere venderlos.

## Sunset Bain I.A.
Durante el arco de Christos Gage y Dan Slott "Iron Man 2020", Arno Stark creó una versión I.A. de Sunset Bain cuando tuvo que arreglar una pequeña cicatriz en su cara mientras se le muestra el cuerpo real de Sunset Bain en una de las cápsulas de estasis.La Sunset Bain I.A. le dice al Dr. Shapiro que su verdadera contraparte se hizo rica operando como Madame Amenaza mientras desintegra a la verdadera Sunset Bain y le dice que no le gusta la competencia. Cuando sospecha que asustó al Dr. Shapiro, Sunset Bain I.A. descubre que el Dr. Shapiro es el verdadero topo y no es tan tonto como pensaba, ya que una Legión de Hierro afirma que su sistema de seguridad no funciona. Mientras Rescue lidera el ataque a Stark Unlimited, Yocasta descarga el mismo programa de protección que usó en ella en Sunset Bain I.A. para que ella consiga que la Legión de Hierro se retire. En Washington D. C., algún tiempo después de que Tony y Arno frustraran la Entidad de Extinción, el presidente Brickman es informado por Sunset Bain I.A. que todos los eventos fueron causados por ella para hacer de Baintronics una potencia mundial mientras se entrega a las autoridades. En el Uncanny Valley Robot Bar, se demostró que Machine Man y Yocasta controlaban a la Sunset Bain I.A. a asumir la culpa.

## Otras versiones

### Tierra-8410
Una Sunset mayor era la adversaria de Machine Man en su miniserie cyberpunk ambientada en el año 2020. Ella todavía era la directora de Baintronics, que había aprovechado la tecnología de Machine Man y Yocasta para convertirse en la megacorporación predominante de su época. Por un error de un robot, Machine Man fue liberado y luchó contra Baintronics. Machine Man pudo derrotar a Iron Man 2020 junto con los otros guardias de Sunset. A pesar de haber pasado 40 años de su mejor momento, Sunset todavía estaba lo suficientemente animada como para atacar a Machine Man con un cable de alimentación con corriente. Machine Man superó incluso esto y obtuvo una promesa de Bain de dejarlo a él y a sus amigos en paz.